# Kenny Atkinson

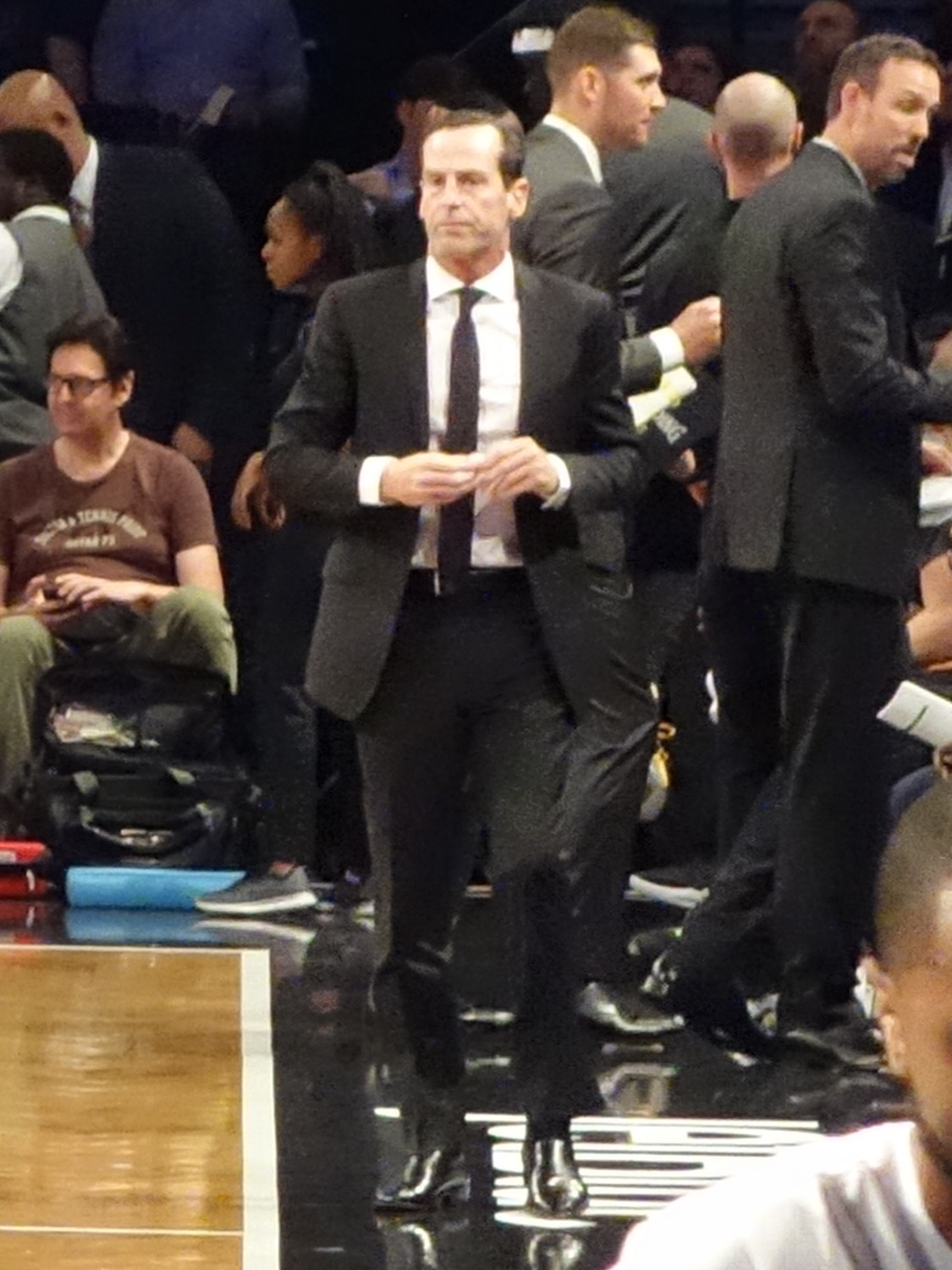
Atkinson im Jahr 2018

Kenneth Neil Atkinson (* 2. Juni 1967 in Huntington (New York)) ist ein US-amerikanischer Basketballtrainer und ehemaliger -spieler. Er besitzt auch die Staatsangehörigkeit Spaniens.

## Leben

### Spieler
Atkinson spielte als Schüler Basketball und Fußball an der Northport High School in East Northport sowie an der St. Anthony’s High School in South Huntington (jeweils Bundesstaat New York). Er war als Aufbauspieler von 1986 bis 1990 Mitglied der Basketball-Hochschulmannschaft der University of Richmond. Er bestritt 125 Spiele für die Mannschaft und erzielte im Durchschnitt 12,4 Punkte und 3,7 Korbvorlagen je Begegnung. Seine besten Punktwerte erreichte er im Spieljahr 1989/90, als er 18,9 pro Einsatz erzielte. Mit insgesamt 464 Korbvorlagen stand er auf dem zweiten Platz der ewigen Bestenliste der University of Richmond, als er diese verließ.
Atkinson stand als Berufsbasketballspieler zunächst bei den Wichita Falls Texans in der US-Liga CBA, dann ebenfalls in seinem Heimatland bei der Mannschaft Long Island Surf in der Liga USBL unter Vertrag. Er ging nach Spanien, wo er von 1993 bis 1995 bei Real Canoe NC in der EBA spielte, gefolgt von der Station CB Zamora (1995/96). Zamora arbeitete mit dem Erstligisten CB Salamanca SAD zusammen, im Laufe der Saison 1995/96 wurde Atkinson an Salamanca ausgeliehen, kam in der höchsten spanischen Spielklasse, der Liga ACB, aber nur in einer Begegnung zum Einsatz. Im Spieljahr 1997/98 stand er beim italienischen Zweitligisten Neapel unter Vertrag, 1998/99 bestritt er 25 Spiele in der Basketball-Bundesliga für die SG Braunschweig und erzielte im Schnitt 15,2 Punkte sowie fünf Korbvorlagen je Begegnung. Atkinson setzte seine Spielerlaufbahn in Frankreich fort, stand 1999/2000 beim Erstligisten Montpellier unter Vertrag und brachte es dort in zehn Ligaspielen auf durchschnittlich vier Punkte pro Einsatz. Nach einem kurzen Abstecher zum deutschen Zweitligisten Paderborn zu Beginn des Spieljahres 2000/01 ging er nach Frankreich zurück und spielte dort bei Golbey-Epinal (2000/01), Hermine de Nantes und Mühlhausen (jeweils 2001/02) und Évreux (2002/03). Im Laufe der Saison 2002/03 wechselte Atkinson von Évreux zum Bundesligisten Würzburg, für den er 18 Spiele (6,4 Punkte/Einsatz) bestritt. 2003/04 stand er erst bei den Demon Astronauts Amsterdam in den Niederlanden, dann wieder im französischen Nantes unter Vertrag.

### Trainer
Von 2004 bis 2006 war Atkinson Co-Trainer bei Paris Basket Racing unter dem Kanadier Gordon Herbert. Im Sommer 2006 gehörte er dem Trainerstab der Nationalmannschaft Georgiens an und kümmerte sich dort um das Einzeltraining.
Im Spieljahr 2007/08 leitete er den Bereich Spielerentwicklung bei den Houston Rockets in der NBA, ab August 2008 war er Assistenztrainer bei den New York Knicks, Er blieb bis 2012 im Amt und wechselte dann als Assistenztrainer zu den Atlanta Hawks, bei denen auch die Spielerentwicklung zu seinen Aufgaben gehörte. Atkinson verließ Atlanta nach dem Ende der Saison 2015/16 und wurde im April 2016 als neuer Cheftrainer der Brooklyn Nets vorgestellt. Bei den Nets machte er Chris Fleming, einen früheren Mannschaftskameraden an der University of Richmond, zu seinem Assistenten. Am 7. März 2020 gab Brooklyn die Trennung von Atkinson bekannt. Dieser Entscheidung waren im Verlauf der Saison 2019/20 28 Siege und 34 Niederlagen vorausgegangen. Die Trennung wurde von Teilen der US-Presse als überraschend eingestuft, da es Atkinson unter anderem zuzuschreiben gewesen sei, aus Spielern wie Spencer Dinwiddie, Caris LeVert, Joe Harris und Jarrett Allen Leistungsträger gemacht und die Mannschaft schneller in die Playoffs geführt zu haben als erwartet. Atkinson war in der Saison 2020/21 Assistenztrainer bei den Los Angeles Clippers, im Sommer 2021 wechselte er zu den Golden State Warriors und wurde Assistenztrainer unter Steve Kerr.
Im Dezember 2023 vermeldete der französische Basketballverband Atkinsons Verpflichtung als Assistenztrainer von Vincent Collet in der französischen Nationalmannschaft, um die Auswahl im Vorfeld der Olympischen Sommerspiele 2024 und während des Olympiaturniers zu unterstützen. Im Juni 2024 unterschrieb er einen Fünfjahresvertrag als Cheftrainer der Cleveland Cavaliers. Als Assistenztrainer Frankreichs trug Atkinson im Sommer 2024 zum Gewinn der Silbermedaille bei den Olympischen Spielen in Paris bei. Im Endspiel verlor man gegen die Vereinigten Staaten. Die Vereinigung der US-amerikanischen Basketballtrainer (NBCA) zeichnete ihn als besten NBA-Trainer der Saison 2024/25 aus, nachdem Atkinson die Cleveland Cavaliers in der Hauptrunde zu 64 Siegen (bei 18 Niederlagen) und damit zur zweitbesten Bilanz aller NBA-Mannschaften geführt hatte.

## Persönliches
Atkinson ist mit einer aus Sevilla stammenden Spanierin verheiratet und verfügt über die spanische Staatsangehörigkeit.